# 筋骨草甾酮C
筋骨草甾酮C是一种有机化合物，化学式C27H44O7，属于植物蜕皮类固醇，可见于千日紅（Gomphrena globosa）、紫背金盘（Ajuga nipponensis）、蛛丝毛蓝耳草（Cyanotis arachnoidea）等物种。